# Berghoningzuiger
De berghoningzuiger (Cinnyris ludovicensis; synoniem: Nectarinia ludovicensis) is een zangvogel uit de familie Nectariniidae (honingzuigers) die voorkomt in Angola.

## Herkenning
De vogel is 12 tot 13 cm lang. Het mannetje is glanzend groen van boven en verder ook op de kin en de borst. De staartveren zijn van boven glanzend metaalblauw. Het groen op de borst wordt van onder begrensd door een smalle paarsblauwe band en daaronder een bredere rode borstband. De snavel en de poten zijn zwart en de ogen zijn donkerbruin. Het vrouwtje is veel minder kleurrijk, maar grijsbruin, van boven donkerder dan van onder, verder ook een zwarte snavel en poten en een lichte wenkbrauwstreep.

## Verspreiding en leefgebied
De vogel komt voor in montaan bos in de hooglanden van Angola. Een ondersoort uit Zambia, die in 1948 werd beschreven, is samen met een ondersoort die in 2016 werd ontdekt afgesplitst als een aparte soort: Whytes honingzuiger (C. whytei).

## Status
De grootte van de wereldpopulatie is niet gekwantificeerd. Men veronderstelt dat de soort stabiel is. Om deze reden staat de berghoningzuiger als niet bedreigd op de Rode Lijst van de IUCN. BirdLife International erkent (nog) niet de opsplitsing, mogelijk krijgt de afgesplitste soort uit Zambia een andere status.